# 劉劭 (曹魏)
劉 劭（りゅう しょう、2世紀 - 3世紀ごろ）は、中国後漢末期から三国時代の学者・政治家。字は孔才。広平郡邯鄲県の人。『三国志』魏書に伝がある。著書に『人物志』『律略論』等がある。

## 生涯
建安年間に許都に出向き計吏となった。尚書令の荀彧の元にいたとき、太史令より元旦に日食が起こるであろうという上奏がなされ、会議を予定通り実施すべきかどうかで議論になった。劉劭は『礼記』での先例を引き、会議の実行を主張した。その意見は荀彧に受け入れられた。
御史大夫の郗慮に招かれたが、郗慮がたまたま免職となったため、採用は中止となった。その後、劉劭は太子舎人・秘書郎に就任した。
黄初年間には尚書郎・散騎侍郎となった。詔勅により五経の書籍を分類して、類書の『皇覧』の編纂に携わった。
明帝（曹叡）の時代、外に出て陳留太守となった。任地では人民の教育や感化に努め、その姿勢を称賛された。その後中央に戻って騎都尉に任命され、議郎と共に律を作成し、『律略論』も書き上げた。散騎常侍に昇進した。
後、遼東の公孫淵が呉の孫権と通じ、燕王の爵位を受けるようになると、これに対する討伐論が朝議に上った。劉劭は、公孫淵の父であった公孫康の功績を挙げ、寛大に接すべきだと意見した。まもなく公孫淵は孫権の使者を斬って首を送ってきた。
劉劭は賦を作る才能があり、以前作った『趙都の賦』は明帝に称賛されたほどであった。明帝は劉劭に賦の作成を命じ、劉劭はそれを受けて『許都の賦』・『洛都の賦』を作成したが、それはいずれも外征と宮殿造営に明け暮れる明帝の政治を、批判する内容を含んでいた。
その後、孫権が合肥を攻撃してきたとき、征東将軍の満寵は孫権を撃退するため、休暇中の兵にも召集をかける一方で、上奏し中央からの軍の増派を求めてきた。劉劭は明帝の諮問に、「満寵らの士気は高く容易には破られないであろうから、歩兵5000と騎兵3000を派遣し、示威を宣伝しながら進撃させましょう。また、到着した騎兵を大規模に展開し兵力を誇示させ、遭わせて敵の糧道を脅かせば、孫権は撤退することでございましょう」と答えた。そして孫権は、援軍が到着する前に退却した。
中央で賢人を求める詔勅が下ると、散騎侍郎の夏侯恵は美辞麗句を並べた上奏をし、皇帝の側近として劉劭を推挙した。
景初年間に、百官に対する勤務評定が定まらないことを憂えた明帝の勅命を受けて、劉劭は『都官考課』72箇条を作成し、さらに『説略』1篇も著し、上奏。不十分な箇所の訂正を求めた。さらに儀礼を制定し、音楽を作って風俗を改めるために『楽論』14篇を作成したが、献上を待たずして明帝は崩御した。
正始年間に、経書により学問を講じたことから、関内侯に封じられた。
死去すると光禄勲を追贈され、子の劉琳が跡を継いだ。

## 著作
上記の『皇覧』の作成に携わったほか、魏の新律に関する『律略論』、『都官考課』『説略』『楽論』に加え、『人物志』『法論』など100余篇ほどの著作が存在したという。この内まとまって現存するものとして『人物志』がある。